# Hinacourt
Hinacourt település Franciaországban, Aisne megyében. Lakosainak száma 28 fő (2022. január 1.). Hinacourt Benay, Essigny-le-Grand, Gibercourt és Ly-Fontaine községekkel határos.

## Népesség
A település népességének változása:
| Lakosok száma | 67   | 62   | 46   | 38   | 32   | 28   | 25   | 24   | 26   | 28   |
|               | 1968 | 1982 | 1990 | 2006 | 2013 | 2015 | 2017 | 2019 | 2020 | 2022 |